# Médaille d’honneur de l’armée de terre

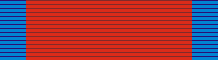
Ruban de la Médaille d’honneur de l’armée de terre

La Médaille d’honneur de l’armée de terre est une décoration instituée le 12 mars 2007 par le président sénégalais Abdoulaye Wade.
La Médaille d’honneur de l’armée de terre est destinée à récompenser la valeur professionnelle des personnels militaires de l’armée de terre ainsi que les personnels civils et militaires qui, par leur action volontaire et particulièrement signalée, se sont distingués dans le développement de l’armée de terre.
Cette médaille peut être décernée par décret aux personnes ayant apporté des soutiens moraux ou matériels de nature à contribuer à rehausser le prestige et le rayonnement de l’Armée de Terre.
Peuvent être proposés à la Médaille d’honneur de l’armée de terre :
- les personnels militaires appartenant à l’Armée de terre, totalisant au moins deux années de campagnes cumulées et une citation ;
- les personnels militaires ou civils totalisant au moins vingt ans de services effectifs.

La Médaille d’honneur de l’Armée de Terre peut également être décernée, à titre exceptionnel, à toute personne civile ou militaire, de nationalité sénégalaise ou étrangère, ayant accompli un acte d’honneur constaté ou rendu des services exceptionnels de nature à exercer une impulsion décisive sur la technique ou le rendement général de l’Armée de Terre.
Concédée par décret du Président de la République sur le rapport du Ministre chargé des Forces armées, la Médaille d’honneur de l’Armée de Terre est retirée par décret à tout détenteur ayant encouru une condamnation à une peine afflictive ou infamante autre que l’amende, notamment au condamné pour vol, usage ou trafic de stupéfiants, proxénétisme ou escroquerie.
Le contingent maximal de médailles pouvant être attribuées annuellement est fixé à quarante cinq. La répartition par catégorie est la suivante : officiers : 10 ; sous-officiers : 15 ; hommes de troupe : 20. Les médailles décernées en application des dispositions de l’article 3 du présent décret, sont réputées hors contingent. Toutefois, le contingent à titre exceptionnel ne peut excéder le contingent normal.
La Médaille d’honneur de l’Armée de Terre se porte sur le côté gauche de la poitrine. Elle se situe dans l’ordre d’importance des décorations après l’Ordre national du Lion, La Médaille Militaire, l’Ordre du Mérite, la Croix de la Valeur militaire et la Médaille Militaire des Blessés en opérations. Elle a le même rang que les autres médailles d’honneur des corps constitués.